# Франческо Порціо
Франческо Порціо (італ. Francesco Porzio, 26 січня 1966) — італійський ватерполіст.
Олімпійський чемпіон 1992 року, учасник 1988 року.
Чемпіон світу з водних видів спорту 1994 року, срібний призер 1986 року.
Чемпіон Європи з водного поло 1993 року, бронзовий призер 1987, 1989 років. Брат італійського ватерполіста та тренера, олімпійського чемпіона 1992 року Джузеппе (Піно) Порціо.